# Alexis Rene Avilés
Alexis Rene Avilés (17 novembre 1972) è un ex calciatore cubano, di ruolo portiere.

## Carriera

### Club
Ha sempre giocato nel campionato cubano.

### Nazionale
Ha esordito in Nazionale nel 1998.